# Анна Хома
Анна Хома (Харчевська, нар. 1 березня 1976, Московська область) — українська письменниця, медик, психолог.

## Біографія
Анна Хома народилась 1 березня 1976 поблизу Москви в родині військового. Батьки письменниці походять з Самбірщини Львівської області. Сама ж Анна з дитинства проживає у Львові.

Пише з дитинства, особливо полюбляла шкільні твори на вільну тему. Бажання писати передалося з геном від батька, який займав перші місця в конкурсах поезії на Львівщині. Перші україномовні твори з-під пера авторки з'явилися завдяки «Коронації слова».
За освітою — бакалавр медицини (закінчила Львівський національний медичний університет імені Данила Галицького у 1998 році). У 2005 році закінчила Дрогобицький державний педагогічний університет імені Івана Франка та здобула освіту соціального педагога та психолога.
Перший роман написала саме для участі у «Коронації слова».

## Нагороди
- 2001 р. — ІІ премія «Коронації слова» за твір «Репетитор».
- 2002 p. — диплом «Коронації слова» за твір «Провина».
- 2003 р. — диплом «Коронації слова» за роман «Заметіль».

### Інтерв'ю
- Анна Хома: мрії збуваються? [Архівовано 15 вересня 2014 у Wayback Machine.] — «Книжковий огляд» — № 11, 2002
- Вікторія Гранецька (15.03.2013). Анна Хома: «На все свій час». granetska.net.ua. Архів оригіналу за 15.09.2014. Процитовано 15.09.2014.
- Наталка Доляк (22.03.2013). Українське книговидання потребує літературних агентів - стверджує Анна Хома, презентуючи Заметіль. Корреспондент. Архів оригіналу за 15.09.2014. Процитовано 15.09.2014.
- Інна КОРНЕЛЮК (9 квітня 2003). Анна ХОМА: Incognito ergo sum. Поступ. Архів оригіналу за 15 вересня 2014. Процитовано 15 вересня 2014.
- Світ змінюється. Весни минають. А любов ніколи не перестає. Анна Хома [Архівовано 27 жовтня 2020 у Wayback Machine.]